# Parantica kuekenthali
Parantica kuekenthali је врста лептира из породице шаренаца (лат. Nymphalidae).

## Распрострањење
Индонезија је једино познато природно станиште врсте.

## Станиште
Врста Parantica kuekenthali има станиште на копну.

## Угроженост
Ова врста се сматра угроженом.